# Шелемис
Шелемис — село в Кузнецком районе Пензенской области. Входит в состав Явлейского сельсовета.

## География
Село расположено в восточной части области на расстоянии примерно в 15 километрах по прямой к востоку-северо-востоку от районного центра Кузнецка.
Часовой пояс
Село Шелемис как и вся Пензенская область, находится в часовой зоне МСК (московское время). Смещение применяемого времени относительно UTC составляет +3:00.

## Население
| 1795 | 1859  | 1877  | 1897  | 1911  | 1926  | 1930 |
| ---- | ----- | ----- | ----- | ----- | ----- | ---- |
| 819  | ↗1175 | ↗1202 | ↗1323 | ↗1587 | ↘1046 | ↘257 |
| 1939 | 1959  | 1979  | 1989  | 1996  | 2002  | 2010 |
| ↘224 | ↗478  | ↘191  | ↘134  | ↗136  | ↘98   | ↘59  |

Национальный состав
Согласно результатам переписи 2002 года, в национальной структуре населения русские составляли 96 % из 98 чел..

## Видео
- Село Шелемис, Кузнецкий район (20.08.2022)
- Родник в Шелемисе, Кузнецкий район (20.08.2022)